# بارگوم
بارگوم (به آلمانی: Bargum) یک شهر در آلمان است که در نوردفرایسلند واقع شده‌است. بارگوم ۶۱۶ نفر جمعیت دارد.